# Clodovil Hernandes

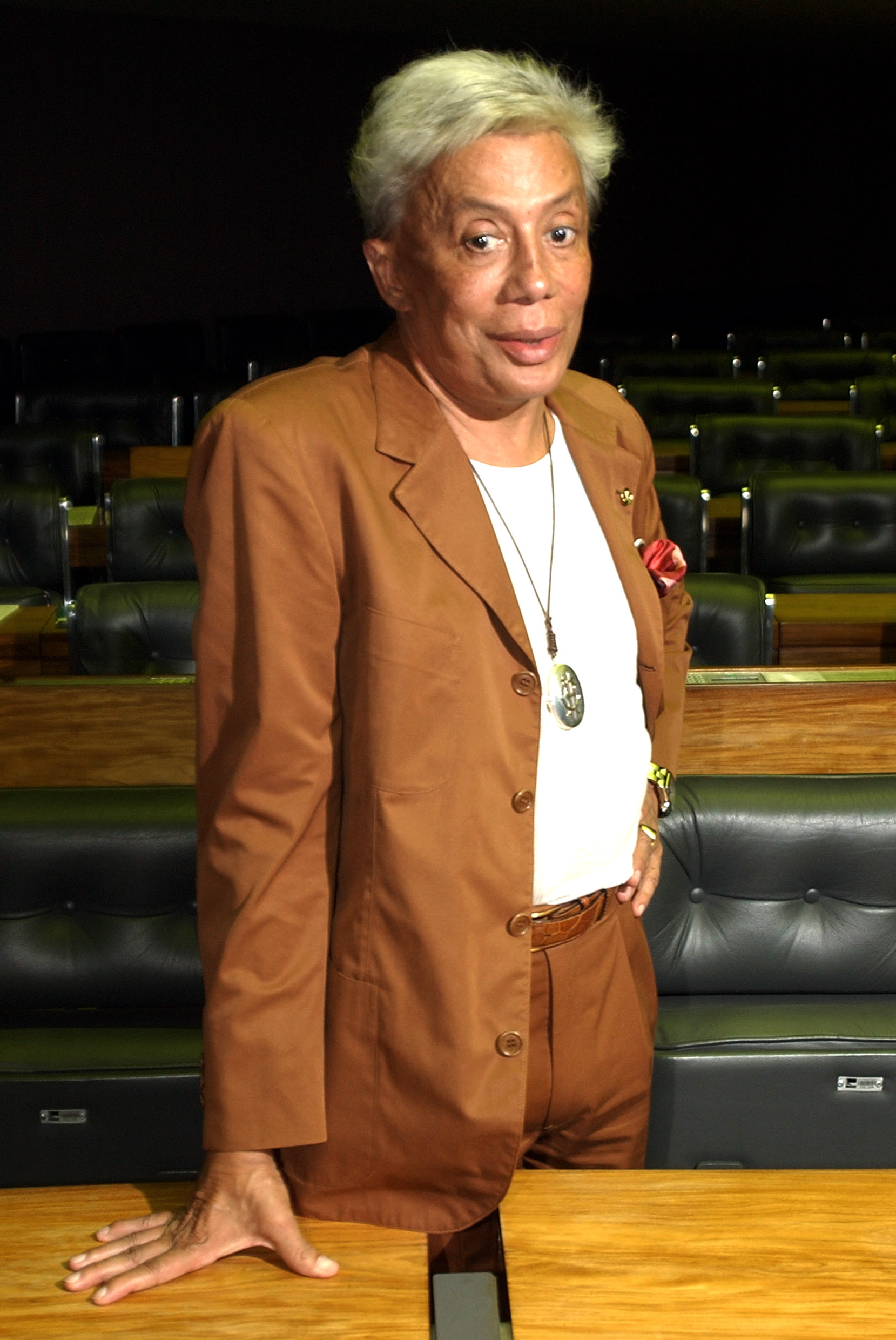
Clodovil Hernandes (2006)

Clodovil Hernandes (* 17. Juni 1937 in Elisiário, São Paulo; † 17. März 2009 in Brasília) war ein brasilianischer Modedesigner, Fernsehmoderator, Entertainer und Politiker.

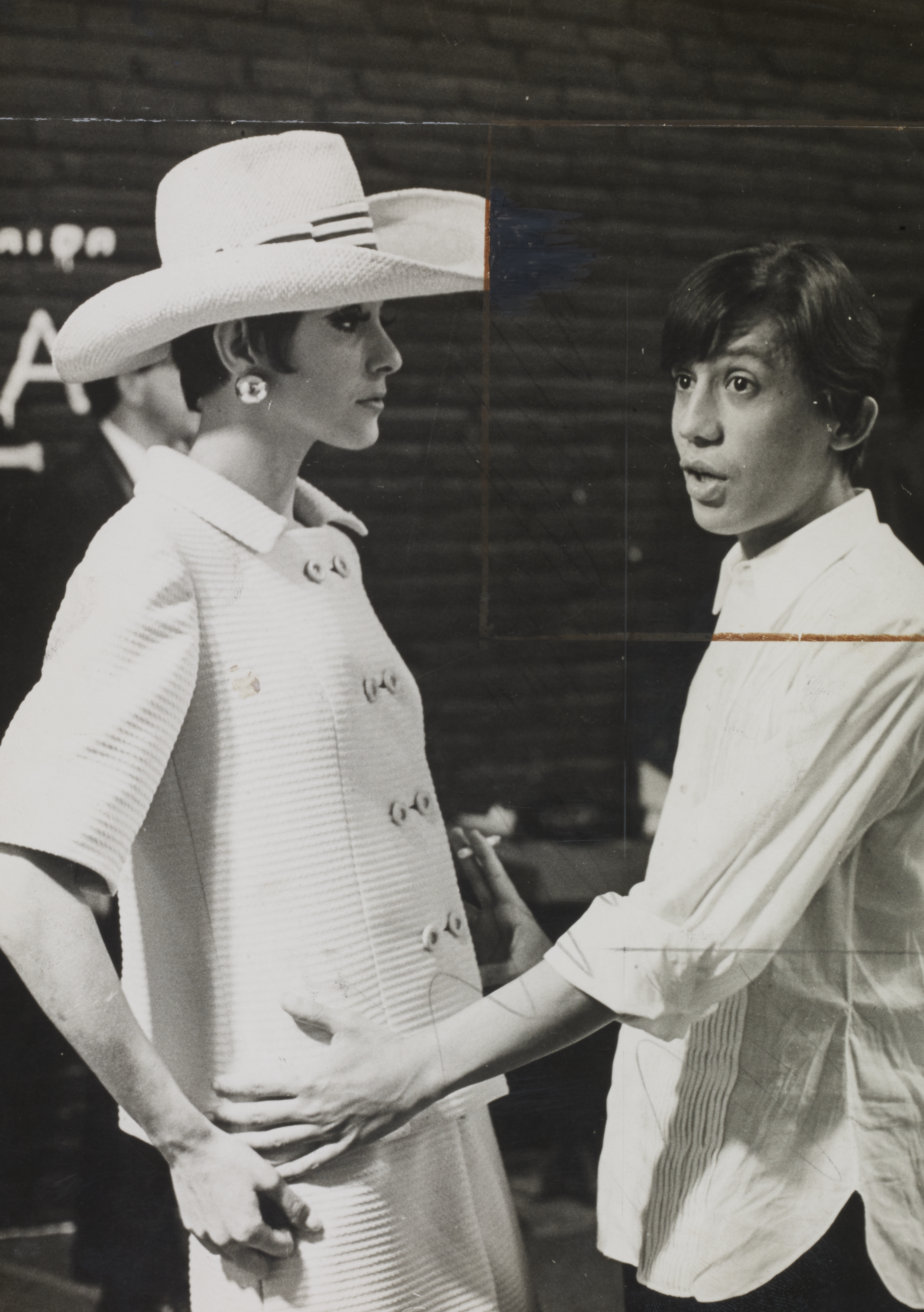
Clodovil Hernandes mit Model (1971)

## Leben
Clodovil Hernandes, der seine leiblichen Eltern nie kennenlernte, wuchs als Adoptivsohn bei spanischen Immigranten auf. Nach dem Besuch einer katholischen Schule studierte er Lehramt, wurde aber in den 1960er Jahren als Modestylist bekannt.
Er war bis zu seinem Tode bei verschiedenen Fernsehsendern engagiert und u. a. Moderator des Programmes TV Mulher. Hernandes lebte offen homosexuell und fiel des Öfteren durch Beleidigungen auf und sorgte so für diverse Skandale.
2006 wurde er für den Bundesstaat São Paulo Abgeordneter in der Abgeordnetenkammer des brasilianischen Nationalkongresses in Brasília. Er vertrat die christliche Arbeiterpartei PTC (Partido Trabalhista Cristão). 2007 wechselte er in den Partido da República.
Hernandes starb 2009 an den Folgen eines Schlaganfalls.

## Fernsehsendungen
- TV Mulher, Rede Globo (1980) zusammen mit Marta Suplicy
- Clô para os Íntimos, Rede Manchete (1987–1988)
- Noite de Gala, CNT (1993–1995)
- Clô Soft, Rede Bandeirantes (1996–1997)
- A Casa é Sua, Rede TV! (2004–2005)
- Clodovil Por Excelência, Rede JB (2008)